# حكايات إيسوب

Aesopus moralisatus, 1485

حكايات إيسوب تعود كل المجموعة إلى القاص إيسوب. وهو عبد يوناني عاش في اليونان القديمة بين عامي 620 و 560 قبل الميلاد. اشتهرت حكاياته حول العالم. وتعد أساطيره رافدًا للتربية الأخلاقية للأطفال. نجد في جعبة إيسوب الكثير من الحكايات ومنها: الثعلب والعنب، والسلحفاة والأرنب البري، والرياح الشمالية والشمس، والفتى الذي ادعى وجود ذئب، والجندب والنملة قصة الغراب والثعلب والثعلب والأسد المريض وهذه الحكايات معروفة في أرجاء المعمورة.
ولقد استولت الدروس الأخلاقية السهلة المسرودة في حكايات إيسوب على مخيلة أجيال من الفنانين الذين استعملوا حكاياته كوسيلة لتعليم الدروس الأخلاقية للأطفال من كافة الثقافات والجنسيات.

## وصلات خارجية
- صفحة الكتاب على موقع المكتبة الرقمية العالمية
- صفحة الكتاب على موقع مكتبة الكونغرس